# Cayratia pedata
Cayratia pedata là một loài thực vật hai lá mầm trong họ Nho. Loài này được (Lam.) Gagnep. miêu tả khoa học đầu tiên năm 1911.